# Грінвуд (округ, Канзас)
Шаблон:StateAbbr_ 37°52′00″ пн. ш. 96°16′00″ зх. д. / 37.8667° пн. ш. 96.2667° зх. д.
Грінвуд (англ. Greenwood County) — округ (графство) у штаті Канзас, США. Ідентифікатор округу 20073.

## Історія
Округ утворений 1855 року.

## Демографія
За даними перепису 2000 року загальне населення округу становило 7673 осіб, зокрема міського населення було 2866, а сільського — 4807.
Серед мешканців округу чоловіків було 3748, а жінок — 3925. В окрузі було 3234 домогосподарства, 2153 родин, які мешкали в 4273 будинках.
Середній розмір родини становив 2,86.
Віковий розподіл населення поданий у таблиці:
| Стать    | До 15 років | 15-21 | 22-29 | 30-39 | 40-49 | 50-65 | 65-85 | Понад 85 |
| -------- | ----------- | ----- | ----- | ----- | ----- | ----- | ----- | -------- |
| Чоловіки | 752         | 364   | 277   | 422   | 556   | 655   | 643   | 79       |
| Жінки    | 689         | 320   | 267   | 453   | 511   | 657   | 816   | 212      |

## Суміжні округи
- Лайон — північ
- Коффі — північний схід
- Вудсон — схід
- Вілсон — південний схід
- Елк — південь
- Батлер — захід
- Чейс — північний захід

## Виноски
1. ↑  U.S. Decennial Census. United States Census Bureau. Архів оригіналу за 26 квітня 2015. Процитовано 24 липня 2014.
2. ↑  Historical Census Browser. University of Virginia Library. Архів оригіналу за 11 серпня 2012. Процитовано 24 липня 2014.
3. ↑  Population of Counties by Decennial Census: 1900 to 1990. United States Census Bureau. Архів оригіналу за 5 червня 2019. Процитовано 24 липня 2014.
4. ↑  Census 2000 PHC-T-4. Ranking Tables for Counties: 1990 and 2000 (PDF). United States Census Bureau. Архів оригіналу (PDF) за 18 грудня 2014. Процитовано 24 липня 2014.
5. ↑  State & County QuickFacts. United States Census Bureau. Архів оригіналу за 6 серпня 2011. Процитовано 24 липня 2014.(англ.) Наведено за англійською вікіпедією.
6. ↑  American FactFinder. Бюро перепису населення США. Архів оригіналу за 21 травня 2008. Процитовано 31 січня 2008.

| США | Це незавершена стаття з географії США. Ви можете допомогти проєкту, виправивши або дописавши її. |